# Tegecoelotes dysodentatus
Tegecoelotes dysodentatus là một loài nhện trong họ Amaurobiidae.
Loài này thuộc chi Tegecoelotes. Tegecoelotes dysodentatus được miêu tả năm 2005 bởi Zhang & Zhu.